# Reggie de Jong
Reggie de Jong (Países Bajos, 7 de enero de 1964) es una nadadora neerlandesa retirada especializada en pruebas de estilo libre, donde consiguió ser medallista de bronce olímpica en 1980 en los 4 x 100 metros libre.

## Carrera deportiva
En los Juegos Olímpicos de Moscú 1980 ganó la medalla de bronce en los relevos de 4 x 100 metros estilo libre, con un tiempo de 3:49.51 segundos, tras la República Democrática Alemana (oro) y Suecia (plata), siendo sus compañeras de equipo las nadadoras: Conny van Bentum, Wilma van Velsen y Annelies Maas.